# Sumbat I. od Iberije
Sumbat I. (gruz. სუმბატ I; umro 958.), iz dinastije Bagrationi, bio je gruzijski knez Tao-Klardžetije, nasljedni vladar Donjeg Taoa i naslovni kralj Iberije od 937. godine do svoje smrti.
Sumbat je bio najmlađi sin Adarnaza IV. i mlađi brat Davida II. nakon čije je smrti ga je naslijedio kao "kralj Iberaca" 937. godine. Smrću Ašota II. 954. godine, naslijedio je bizantski dostojanstvo kuropalata. Sumbat se spominje u crkvenim natpisima iz Išhanija i Doliskane u današnjoj turskoj provinciji Artvin.
Naslijedio ga je Bagrat II.